# 鄧拉普 (堪薩斯州)
鄧拉普（英語：Dunlap）是一個位於美國堪薩斯州摩里斯縣的城市。

## 地方資料
根據2020年美國人口普查的數據，鄧拉普的面積為0.64平方千米，當中陸地面積為0.64平方千米，而水域面積為0.00平方千米。當地共有人口27人，而人口密度為每平方千米42.19人。